# Fala Chen
Fala Chen (Chinês: 陳法拉; nascida em 24 de fevereiro de 1982) é uma atriz sino-americana que já apareceu no cinema, na televisão e nos palcos.  Ela é mais conhecida por seus papéis em séries dramáticas de Hong Kong, incluindo Steps, Triumph in the Skies II e Lives of Omission. Ela também estrela os filmes de Hong Kong Tales from the Dark 2 (2013), Turning Point (2009) e Despicable Me 3 (2017 - cantonês).  No palco, ela interpretou Kyra Hollis em Skylight de David Hare (2016). Em 2018, Chen escreveu, dirigiu e estrelou o curta-metragem Passinger,  que foi finalista do Sundance Film Festival: Hong Kong Short Film Competition. Ela fez sua primeira aparição em Hollywood na minissérie da HBO The Undoing em 2020 foi escolhida para estrelar o filme da Marvel, Shang-Chi and the Legend of the Ten Rings em 2021 como Ying Li, a mãe de Shang-Chi. A língua materna de Fala é o mandarim, mas ela é multilíngue e é fluente em inglês, cantonês e japonês.

## Infância e educação
Chen nasceu em 24 de fevereiro de 1982 e foi criada em Chengdu, Sichuan, China, até os 14 anos, quando emigrou para Atlanta, Geórgia, Estados Unidos com seus pais.  Graduando-se no ensino médio entre os 10 primeiros de seus colegas, ela então prosseguiu em um curso de Marketing e Negócios Internacionais na Goizueta Business School da Emory University, Geórgia, em maio de 2005. 
Durante as férias do semestre na faculdade, Chen participou de alguns concursos para pagar suas mensalidades. Entre eles estava o Miss Chinese International Pageant 2005 que foi realizado em Hong Kong, onde conquistou o lugar como 1ª vice-campeã, dando início à sua carreira no entretenimento.
Em 2014, Chen prosseguiu com um programa de mestrado de 4 anos em Belas Artes em Drama (MFA) na prestigiosa Juilliard School na cidade de Nova Iorque. Ela se formou em maio de 2018.

## Carreira

### Carreira na TV

#### 2005–06: Entrada no mundo da televisão
Chen começou sua carreira profissional de atriz quando assinou um contrato de 8 anos com a TVB. Ela começou como apresentadora de vários programas de variedades no canal Mandarin da TVB8, antes de fazer sua estreia como atriz na série Forensic Heroes da TVB, onde foi escalada como uma assassina.

#### 2007–09: Avanço

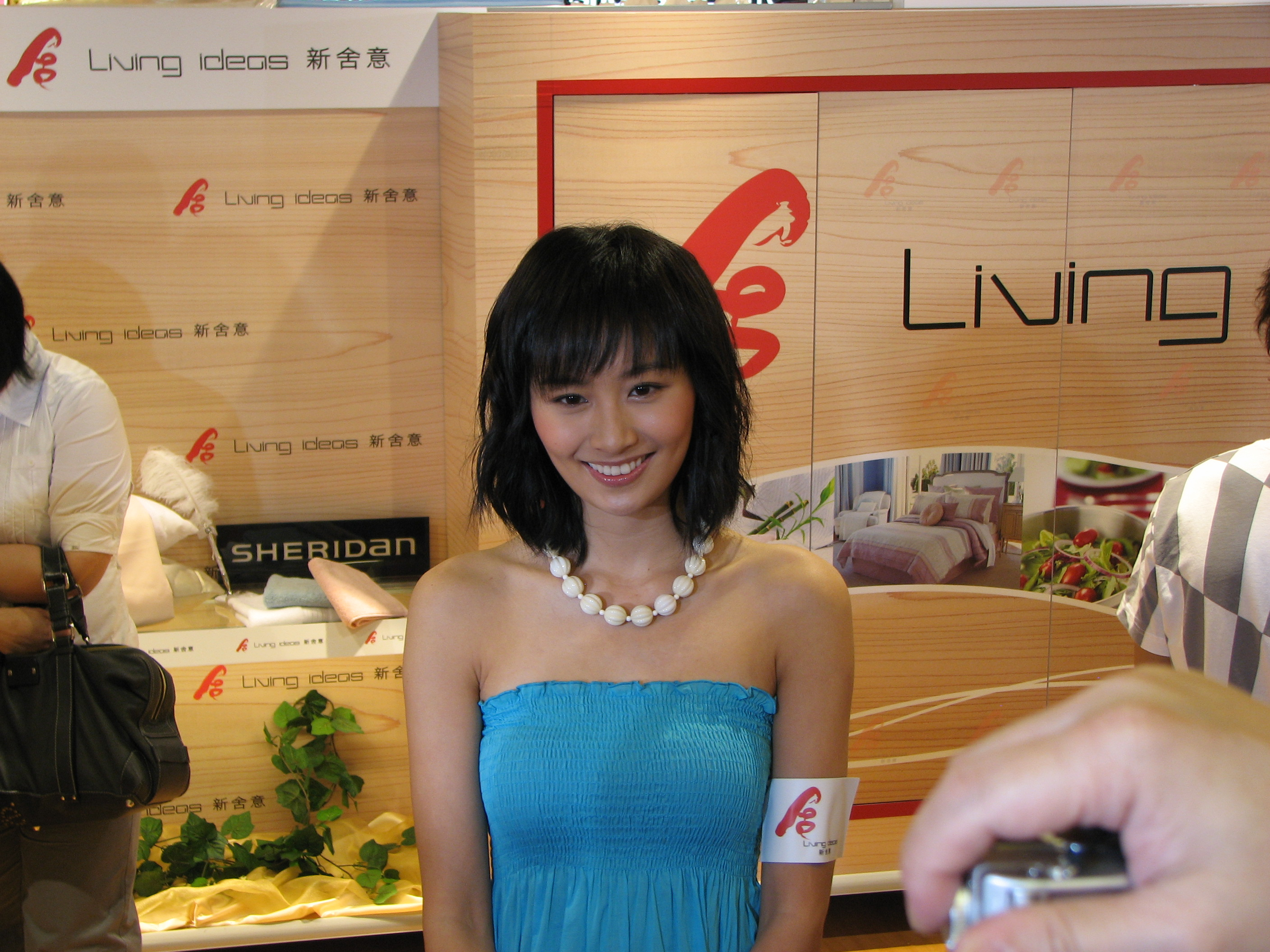
Chen no HFC Park 'n Shop em Hong Kong (2007)

Em 2007, depois de estrelar Heart of Greed, The Family Link e Steps, Chen ganhou seu primeiro prêmio de atuação na categoria de Melhor Atriz Coadjuvante por seu papel em Steps. Além disso, ela também foi indicada nas categorias "Minha personagem feminina favorita" e "Atriz mais aprimorada" pelo mesmo papel. Ela também recebeu uma indicação na categoria "Atriz mais aprimorada" por seus papéis em Heart of Greed e The Family Link em 2007.
A descoberta de Chen veio em 2008, quando seu trabalho notável foi o personagem Gam Wing Hing (uma garota muda) em uma série da TVB Moonlight Resonance, uma sequência não relacionada a Heart of Greed . O episódio final da série recebeu uma média de 47 pontos de classificação e atingiu o pico de 50 pontos. Chen teve que aprender especialmente a linguagem de sinais para retratar sua personagem. Esse papel lhe rendeu indicações para as categorias "Melhor Atriz Coadjuvante" e "Minha Personagem Feminina Favorita" pelo segundo ano consecutivo.

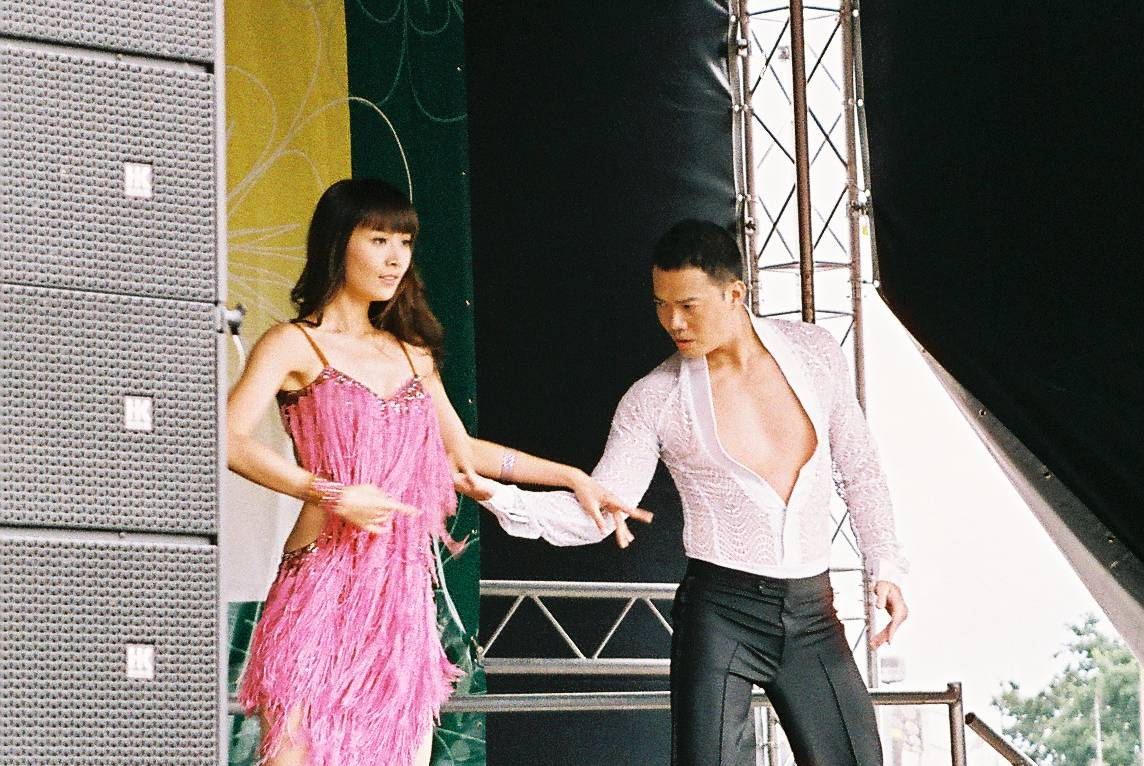
Chen dançando no palco com Michael Tse no shopping Brent Cross de Londres, durante Happy Family Gala (2008)

Em 2009, Chen foi indicada novamente para as categorias "Melhor Atriz Coadjuvante" e "Minha Personagem Feminina Favorita" por seu papel em The Stew of Life.

#### 2010–13: Papéis principais e entrada no mundo musical
A atuação de Chen em No Regrets de 2010 garantiu sua posição como uma das atrizes famosas de Hong Kong, ao lado de Tavia Yeung, Linda Chung, Myolie Wu e Kate Tsui. Seu papel como Lau Ching em No Regrets, não só ganhou seu prêmio de Melhor Atriz Coadjuvante no TVB Anniversary Awards em 2010, mas também trouxe seu reconhecimento no 16º Asian Television Awards em Singapura na categoria "A Melhor Atriz em um Papel Coadjuvante".
Com um total de cinco dramas cantados apenas em 2010, Chen foi uma das poucas atrizes dentro da indústria com uma taxa de exposição maior.
Desde então, ela tem assumido papéis principais em várias produções, e algumas das quais foram Lives of Omission, Queens of Diamonds and Hearts e Triumph in the Skies II. Lives of Omission (2011) foi uma sequência distante do filme de 2009 Ponto de virada em que Chen também atuou como irmã de um chefe da tríade. Queens of Diamonds and Hearts (fevereiro de 2012) permitiu que Chen experimentasse aparecer "feia" na tela pela primeira vez, já que sua personagem Chung Mo Yim nasceu com uma marca de nascença proeminente no rosto. Triumph in the Skies II (2013) foi uma sequência do drama anterior da estação, Triumph in the Skies (2003). Chen interpretou o papel de Holiday Ho - uma garota punk de espírito livre que aspira voar - que ficou emocionalmente enredada entre dois protagonistas masculinos, o Capitão Samuel Tong interpretado por Francis Ng e o Capitão Jayden Koo interpretado por Julian Cheung. Chen também estrelou uma das produções da TVB de 2013, Will Power 《法 外 風雲》, ao lado dos atores veteranos Wayne Lai e Moses Chan, onde interpretou o papel de Sam Yuet Kan, um advogado júnior com uma personalidade dura.
Desde 2009, Chen tem participado esporadicamente no cenário musical, cantando canções-tema para The Stew of Life, Links to Temptation e Queens of Diamonds and Hearts . Em 2010, Chen assinou contrato com a Stars Shine International e posteriormente lançou seu primeiro álbum em 2012, intitulado Beautiful Life. Seu contrato com a Stars Shine International chegou ao fim.
Ao mesmo tempo, seu contrato com a Television Broadcasts Limited (TVB) havia terminado em meados de 2013 e Chen é atualmente uma artista autogerenciada. Tendo mais liberdade de escolha e sempre determinada a se tornar uma atriz melhor, Chen gostaria de direcionar seu foco para a filmagem de mais filmes e dramas, e ela não tem medo de aceitar novos desafios.

#### 2014: Entrada na indústria da televisão chinesa
Chen atuou em sua primeira série dramática na China continental, Sound of the Desert, onde interpretou o papel de Li Yan.  Foi ao ar em 2014 e foi baseado no romance histórico Ballad of the Desert, de Tong Hua.

#### 2019: Entrada na indústria da televisão norte-americana
Pouco depois de se formar na Juilliard School, Chen é escalada como Jolene em The Undoing, junto com Nicole Kidman e Hugh Grant.

### Carreira cinematográfica

#### 2009: recém-chegada
Em 2009, Chen aproveitou a chance com sua primeira personagem feminina principal no filme Turning Point como a namorada de Michael Tse e irmã de Francis Ng. Turning Point é um spin-off de um drama policial da TVB de 2009, E.U. (série de TV), onde "Laughing Gor", interpretado por Michael Tse, se tornou um nome familiar.
Chen foi indicada para a categoria de Melhor Revelação no 29º Hong Kong Film Awards por seu papel em Turning Point.

#### 2010–13: Atriz de cinema iniciante
Desde sua primeira entrada na cena do cinema em 2009, Chen tem se envolvido continuamente em uma série de filmes quase todos os anos, apesar de sua agenda de trabalho ocupada na TVB.
Em 2010, Chen estrelou dois filmes, Black Ransom e 72 Tenants of Prosperity. Em Black Ransom, ela atuou como superintendente, ao lado do ator e produtor cinematográfico internacionalmente aclamado de Hong Kong, Simon Yam. 72 Tenants of Prosperity, por outro lado, foi um filme de comédia alegre de Hong Kong dirigido por Eric Tsang, envolvendo um elenco repleto de estrelas de Hong Kong.
Chen voltou ao cenário do cinema em 2011, atuando na primeira parcela da emocionante série de filmes I Love Hong Kong, dirigida e produzida por Eric Tsang. Ela também trabalhou junto com Eric Tsang novamente, que produziu e atuou em The Fortune Buddies, outro filme de comédia de Hong Kong que também estrelou Louis Yuen, Wong Cho-lam e Johnson Lee, mais conhecidos como "Fuk Luk Sau" (福祿壽).
Tales from the Dark 2 (2013) foi sua primeira chance na cena do filme de terror, atuando junto com Gordon Lam. A história de Chen gira em torno de demônios de travesseiro, onde sua personagem Chow Jing Ee sofre de séria insônia após o rompimento com seu namorado Yuen Hao Hong, interpretado por Gordon Lam. Chen teve uma atuação estelar e foi elogiada pelo trabalho de preparação que fez antes das filmagens, por ficar algumas noites sozinha no apartamento frio em que filmaram para entrar no personagem e entender a solidão e a insônia que o personagem sofria. A mídia se concentrou na cena em que o personagem de Chen acidentalmente matou o namorado e tentou se livrar do cadáver tirando todas as suas roupas e colocando-o em um saco de vácuo. Esta é a primeira vez que Gordon Lam fica totalmente nu em um filme. Devido às cenas explícitas, o filme recebeu uma classificação de Categoria III.
Chen estrelou a versão cantonesa de Despicable Me 3 como a voz de Lucy Wilde, uma agente da Liga Anti-Vilões, esposa de Gru e mãe adotiva das meninas. Fazendo a narração de um filme de animação pela primeira vez, Chen comentou que requer muita energia e precisão para sincronizar com o movimento dos lábios do personagem, e é preciso capturar os sons únicos e uma miríade de nuances na personalidade para trazer o personagem para a vida.

#### 2015: Filmes com lançamento pendente
Chen concluiu as filmagens de The Treasure, dirigido por Gordon Chan e Ronald Tsang.

#### 2020: Estreia nos EUA
Chen se prepara para fazer sua estréia nos Estados Unidos no próximo filme do Universo Cinematográfico Marvel, Shang-Chi and the Legend of the Ten Rings.

### Carreira no teatro

#### 2013-16: Estreia no palco
Desde que o contrato de Chen com a Television Broadcasts Limited (TVB) foi concluído em 2013, ela seguiu para um programa de mestrado de 4 anos em Belas Artes em Drama (MFA) na Juilliard School com a paixão e determinação para se aprimorar como artista profissional. O Programa MFA aceita apenas de 8 a 10 alunos por ano e abrange áreas como produção, direção, dramaturgia, pedagogia e tendências atuais no teatro americano e mundial.
A estreia de Chen no palco do teatro veio em 2016 com Skylight (peça) - a estréia da adaptação chinesa da peça britânica de 1995 escrita por David Hare que estreou no West End e na Broadway. A peça estava programada para 24 shows na Academia de Artes Cênicas de Hong Kong, mas devido às respostas esmagadoras, 11 shows adicionais foram adicionados, perfazendo um total de 35 shows em exibição de 1 de julho de 2016 a 14 de agosto de 2016. Estrelando ao lado de Dayo Wong e Terrance Lau, Skylight foi um show esgotado em poucas horas, e recebeu muitas críticas positivas, incluindo elogios pela atuação de Chen como ator de teatro.

### Carreira musical

#### 2012: Primeiro álbum -Beautiful Life
O primeiro álbum de estreia do Canto-pop de Chen, Beautiful Life, foi lançado em 31 de julho de 2012. Alguns dos destaques do álbum são "一半", "愛上 鳥" e "Beautiful Life". Entre essas canções, "一半" foi a primeira música plugada que conquistou seus prêmios na categoria Melhor Revelação em várias plataformas musicais, como 2012 TVB8 Golden Music Awards para o Prêmio Bronze de 2012 Jade Solid Gold Best Ten Music Awards e o Prêmio IFPI Hong Kong Top Sales Music de 2013.

### Apoios
Chen é o porta-voz da Olay na China, Hong Kong e Taiwan. Ela também é a Embaixadora Rosa do Fundo do Câncer de Hong Kong para a Campanha da Revolução Rosa, realizada todo mês de outubro para promover a conscientização sobre o câncer de mama e arrecadar fundos para apoiar serviços gratuitos para pacientes e suas famílias.

## Vida pessoal
Chen já foi casada com o ator de Hong Kong Daniel Sit em 2008 antes de se divorciarem em 2013. Em 2019, Chen casou-se com o empresário francês Emmanuel Straschnov.
Chen anunciou em 14 de fevereiro de 2021 que deu à luz uma menina apelidada de Little Minnie no final do Ano do Rato.

## Filmografia

### Séries de TV
| Ano       | Título                                           | Papel                            | Notas |
| --------- | ------------------------------------------------ | -------------------------------- | --- |
| 2006      | Forensic Heroes 《法政 先鋒》                    | Yung Wai 容 慧                   | Atriz Convidada Ep.10 |
| 2007      | The Ultimate Crime Fighter 《通天 幹 探》        | Ada                              | Atriz Convidada |
| 2007      | Heart of Greed 《溏 心 風暴》                    | Tong Chi Yan 唐至欣              | Nomeada - Prêmio de Aniversário da TVB para Artista Feminina Em Destaque |
| 2007      | Best Selling Secrets 《同事 三分 親》            | To Bing-Bing 杜 冰冰             | Atriz Convidada ep. 28 |
| 2007      | The Family Link 《師姐 兵團》                    | Angela                           | Nomeada - Prêmio de Aniversário da TVB para Artista Feminina Em Destaque |
| 2007      | Steps 《舞動 全 城》                             | Ching Ka-Man (Karmen) 程嘉汶     | Venceu - Prêmio de Aniversário da TVB de Melhor Atriz Coadjuvante Nomeada - Meu Papel Favorito na Televisão Feminina (Top 20) Nomeada - Prêmio de Aniversário da TVB para Artista Feminina Em Destaque                                                      |
| 2008      | A Journey Called Life 《金石良 緣》              | Shing Mei-Sam (Vicky) 成 美 心   | |
| 2008      | Catch Me Now 《原來 愛上 賊》                    | Hong Mei-Lei (Minnie) 康美莉     | |
| 2008      | Moonlight Resonance 《溏 心 風暴 之 家 好 月圓》 | Gam Wing Hing (Wing) 甘永慶      | Nomeada - Prêmio de Aniversário da TVB de Melhor Atriz Coadjuvante Nomeada - Meu Papel Favorito na Televisão Feminina (Top 5) |
| 2008      | Colours Of Love 《森 之 愛情》                   | Enfermeira Chan 陳 護士          | Atriz Convidada |
| 2009      | The Stew of Life 《有 營 煮 婦》                 | Ng Choi Nei (Charlie) 吳 采妮    | Nomeada - Prêmio de Aniversário da TVB de Melhor Atriz Coadjuvante Nomeada - Prêmio de aniversário da TVB para a personagem feminina mais popular Meu Papel Favorito na Televisão Feminina                                                                  |
| 2010      | In the Eye of the Beholder 《秋香 怒 點 唐伯虎》 | Chu Ting Yuk 朱婷玉              | |
| 2010      | Ghost Writer 《蒲松齡》                          | Ling-Wu Siu-Tsui 令狐 小翠       | Nomeada - Prêmio de Aniversário da TVB de Melhor Atriz |
| 2010      | Can't Buy Me Love 《公主 嫁到》                  | Szeto Ngan-Ping 司徒 銀屏        | Nomeada - Prêmio de aniversário da TVB para a personagem feminina mais popular Meu Papel Favorito na Televisão Feminina |
| 2010      | No Regrets 《巾幗 梟雄 之 義 海 豪情》           | Lau Ching 劉 晴                  | Venceu - Prêmio de Aniversário da TVB de Melhor Atriz Coadjuvante Venceu - Prêmio da Televisão Asiática de Melhor Atriz Coadjuvante |
| 2010-2011 | Links to Temptation 《誘 情 轉 駁》              | Hung Long-Kiu (Jojo) 熊 朗 蕎    | |
| 2011      | Grace Under Fire 《女 拳》                       | Kwai Fa 葵花                     | |
| 2011      | Lives of Omission 《潛行 狙擊》                  | Chau Mong-ching (Jodie) 周 望 晴 | Nomeada - Prêmio de Aniversário da TVB de Melhor Atriz (Top 5) Nomeada - Prêmio de aniversário da TVB para a personagem feminina mais popular Meu Papel Favorito na Televisão Feminina (Top 5) Meus Prêmios Astro On Demand para Meus Personagens Favoritos |
| 2012      | Queens of Diamonds and Hearts 《東西 宮 略》     | Chung Mo-Yim 鍾無艷              | Nomeada - Prêmio de Aniversário da TVB de Melhor Atriz Nomeada - Prêmio de aniversário da TVB para a personagem feminina mais popular Meu Papel Favorito na Televisão Feminina                                                                              |
| 2013      | Triumph in the Skies II 《衝上雲霄 II》          | Ho Nin-hei, feriado 何 年 希     | Nomeada - Prêmio de Aniversário da TVB de Melhor Atriz (Top 5) Nomeada - Prêmio de Aniversário da TVB para a Personagem Feminina Mais Popular (Top 5) |
| 2013      | Will Power 《法 外 風雲》                        | Sam Yuet Kan 沈 悦 勤            | |
| 2014      | Sound of the Desert (série de TV) 《风中奇缘》   | Lee Yan 李妍                     | Primeiro Drama da China Continental |
| 2019      | The Undoing                                      | Jolene McCall                    | |

### Filmes
| Ano  | Título                                                   | Papel                | Notas                                                             |
| ---- | -------------------------------------------------------- | -------------------- | ----------------------------------------------------------------- |
| 2009 | Turning Point 《Laughing Gor 之 变节》                   | Karen e Jodie        | Nomeado - Prêmio de Cinema de Hong Kong da Melhor Nova Intérprete |
| 2010 | Black Ransom 《撕票 風雲》                               | Superintendente Koo  |                                                                   |
| 2010 | 72 Tenants of Prosperity 《72 家 租客》                  | Xiu Tou Hung 小桃紅  |                                                                   |
| 2011 | I Love Hong Kong 《我 愛 HK 開心 萬歲》                  | Lee Kei (Nikki) 李琪 |                                                                   |
| 2011 | The Fortune Buddies 《勁 抽 褔 祿 壽》                   | Sister Man 蚊 姐     |                                                                   |
| 2013 | Tales from the Dark II 《奇幻 夜》                       | Chow Jing Ee         |                                                                   |
| 2015 | Secret Treasure                                          |                      |                                                                   |
| 2017 | Despicable Me 3 (versão em cantonês) 《壞蛋 獎 門 人 3》 | Lucy Wilde           |                                                                   |
| 2021 | Shang-Chi and the Legend of the Ten Rings                | Ying Li              |                                                                   |

## Teatro
| Ano  | Título                    | Papel | Notas                                  |
| ---- | ------------------------- | ----- | -------------------------------------- |
| 2016 | Skylight (jogo) 《前 度》 | Kyra  | Academia de Artes Cênicas de Hong Kong |

## Discografia

### Álbuns
| Ano  | Título do Álbum | Informação do Álbum                                                                          |
| ---- | --------------- | -------------------------------------------------------------------------------------------- |
| 2012 | Beautiful Life  | Data de lançamento: 31 de julho de 2012 Gravadora: Star Shine International Álbum de estreia |

## Prêmios

### 2013
- TVB Star Awards Malásia 2013: Personagem Favorito da TVB (Triumph in the Skies 2 - Holiday)
- 10º Prêmio Huading 2013: Melhor Atriz Chinesa em Série de TV (Queen of Diamonds and Hearts)
- 2013 IFPI Hong Kong Top Sales Music Awards: Prêmio de Melhor Revelação

### 2012
- StarHub TVB Awards 2012: Minha Personagem Feminina Favorita da TVB (Queens of Diamonds and Hearts - Chung Mo-Yim)
- 2012 TVB8 Golden Music Awards: Prêmio de Melhor Revelação (Bronze)
- Apresentação do Prêmio Jade Solid Gold de Dez Melhores Música de 2012 : Prêmio Impacto de Iniciante

### 2011
- 16º Prêmio da Televisão Asiática - Melhor Atriz em Papel Coadjuvante (No Regrets - Lau Ching) [17]
- StarHub TVB Awards 2011: Minha Personagem Feminina Favorita da TVB (sem arrependimentos - Lau Ching)
- Starhub TVB Awards 2011: Prêmio Sorriso Perfeito
- My AOD Malaysia My Favorite TVB Series Presentation 2011: Meus 15 personagens favoritos (Lives of Omission - Jodie)
- Meu AOD Malásia Minha apresentação favorita da série TVB 2011: Meu casal favorito na tela (Lives of Omission - Fala Chen e Michael Tse)
- Next TV Awards : Top 10 artistas (9º)

### 2010
- TVB Anniversary Awards 2010 - Melhor Atriz Coadjuvante (No Regrets - Lau Ching) [18]
- My AOD Malaysia Minha apresentação favorita da série de TVB 2010: Melhor Atriz Coadjuvante (No Regrets - Lau Ching)
- Next TV Awards: 10 melhores artistas (10º)

### 2009
- Next TV Awards 2009: Hekura Stylish Female Artist
- StarHub TVB Awards 2009: Minha Personagem Feminina Favorita da TVB (Moonlight Resonance - Gum Wing Hing)

### 2008
- Next TV Awards 2008: Prêmio de Melhoria de Atuação Hekura
- Next TV Awards 2008: Artista Feminina Mais Promissora

### 2007
- TVB Anniversary Awards 2007 - Melhor Atriz Coadjuvante (Steps - Ching Ka-Man (Karmen))
- Next TV Awards 2007: nova atriz mais autoconfiante de Hekura

### 2005
- Miss Chinese International 2005 - 1ª vice-campeã

### 2004
- Miss NY Chinese 2004 - Melhor MTV, Melhor Traje e Miss Fotogênica

### 2003
- Miss Chinatown USA 2003 - 1ª segunda colocada (oficialmente conhecida como Miss Chinese Chamber of Commerce 2003)

### 2002
- Miss Asian America 2002